# The Naked Truth (serie televisiva)
The Naked Truth è una serie televisiva statunitense in 55 episodi trasmessi per la prima volta nel corso di 3 stagioni dal 1995 al 1998.

## Trama
La fotografa Nora Wilde, nominata per il premio Pulitzer, divorzia dal suo ricco e donnaiolo marito Banche Leland, senza chiedere nulla in liquidazione, tranne l'uso del suo nome da nubile. Senza prospettive, Nora si mette a lavorare per il The Comet, uno squallido tabloid di proprietà di Sir Rudolph Halley e diretto dalla spietata Camilla Dane. Inizialmente, Nora si trova in situazioni umilianti come rubare urina ad Anna Nicole Smith per eseguire un test di gravidanza e cercare nelle fogne degli alligatori mutanti, ma ben presto comincia a sentirsi a casa. I suoi colleghi includono l'egoista Nicky Columbus, un potenziale interesse amoroso, TJ, un ragazzo privo di senso dell'umorismo che porta sempre degli occhiali da sole scuri, e lo stupido Dave. A casa, Nora ha a che fare con lo squilibrato amministratore di condominio Mr. Donner e con Chloe Banks, sua migliore amica ed ex figliastra.
Nella seconda stagione, la serie si trasforma (e si trasferisce alla NBC). Il magnate Les Polanski acquista il Comet e progetta di farne una pubblicazione rispettabile. Finiscono, così, le buffe e demenziale bizzarrie dalla prima stagione. Chloe scompare senza spiegazioni, così come fa il personaggio di Mr. Donner (Nora va ad abitare in un appartamento nuovo). Mary Tyler Moore e George Segal appaiono diverse volte come guest star nel ruolo dei genitori di Nora.
Anche la terza stagione vede enormi cambiamenti. Camilla Dane lascia il Comet e si trasferisce al tabloid rivale The National Inquisitor, lasciando la maggior parte del personale alle spalle. A questo punto, anche Nora e Dave si trasferiscono alla redazione del nuovo tabloid. I loro colleghi nuovi includono il compiaciuto giornalista Jake Sullivan, la fotografa Suji, Harris Van Doren e Bradley Crosby, auto-proclamatosi il figlio illegittimo di Bing Crosby.

## Personaggi
- Nora Wilde (stagioni 1-3), interpretata da Téa Leoni.
- T.J. (stagioni 1-2), interpretato da Darryl Sivad.
- Dave Fontaine (stagioni 1-3), interpretato da Mark Roberts.
- Nick Columbus (stagioni 1-2), interpretato da Jonathan Penner.
- Chloe Banks (stagione 1), interpretata da Amy Ryan.
- Mr. Donner (stagione 1), interpretato da Jack Blessing.
- Camilla Dane (stagioni 1-3), interpretata da Holland Taylor.
- Fred Wilde (stagioni 1-2), interpretato da George Segal.
- Jake Sullivan (stagioni 1-3), interpretato da Tom Verica.
- Mark (stagione 2), interpretato da David Lee Smith.
- Catherine Wilde (stagione 2), interpretata da Mary Tyler Moore.
- Bradley Crosby (stagione 3), interpretato da Chris Elliott.
- Suji (stagione 3), interpretata da Amy Hill.
- Harris Van Doren (stagione 3), interpretato da Jim Rash.
- Leo (stagione 3), interpretato da Fred Stoller.

## Produzione
La serie, ideata da Chris Thompson, fu prodotta da Brillstein-Grey Entertainment

### Registi
Tra i registi della serie sono accreditati:
- Robby Benson (10 episodi, 1997-1998)
- Peter Bonerz (4 episodi, 1995-1996)
- Michael Lessac (3 episodi, 1995-1996)
- Art Dielhenn (2 episodi, 1995)
- Dennis Erdman (2 episodi, 1995)
- Arlene Sanford (2 episodi, 1995)
- Matthew Diamond
- Gail Mancuso

## Distribuzione
La serie fu trasmessa negli Stati Uniti dal 1995 al 1996 sulla rete televisiva ABC e dal 1997 al 1998 sulla NBC. In Italia è stata trasmessa su TELE+ Bianco nella stagione 1998-1999 con il titolo The Naked Truth.
Alcune delle uscite internazionali sono state:
- negli Stati Uniti (The Naked Truth)
- in Spagna (La cruda realidad)
- in Venezuela (La verdad desnuda)
- in Finlandia (Paparazzi vasten tahtoaan)
- in Italia (The Naked Truth)
- in Francia (Une fille à scandales)

## Episodi
| Stagione         | Episodi | Prima TV USA | Prima TV Italia |
| ---------------- | ------- | ------------ | --------------- |
| Prima stagione   | 20      | 1995-1996    |                 |
| Seconda stagione | 13      | 1997         |                 |
| Terza stagione   | 22      | 1997-1998    |                 |